# Rolls-Royce Eagle
Der Rolls-Royce Eagle war ein flüssigkeitsgekühlter Zwölfzylinder-Flugmotor des britischen Herstellers Rolls-Royce. Es handelte sich um einen V-Motor mit 60°-Bankwinkel. Zwischen 1915 und 1928 wurden insgesamt 4681 Motoren in verschiedenen Versionen gefertigt.
Die Bezeichnung des Motors stammt gemäß damaliger Rolls-Royce-Tradition aus der Vogelwelt und bedeutet Adler (englisch: Eagle).

## Hintergrund
Der Motor wurde auf Grund einer 1914 von der Britischen Admiralität erhobenen Forderung nach einem Luftfahrttriebwerk mit mindestens 250 PS Leistung entwickelt. Der erste Prototyp des offiziell Rolls-Royce 250 hp, Mk. I bezeichneten Motors lief im Februar 1915 erstmals auf dem Prüfstand, wobei auf Anhieb 225 PS bei 1650 min−1 erreicht werden konnten. Diese Ausführung ging schließlich als erste in Produktion. Die Bohrung war mit 114,3 mm (4,5 Zoll) genauso groß wie beim Motor des Pkw-Modells Rolls-Royce Silver Ghost, aber der Eagle hatte hängende Ventile.

## Aufbau
Die von einem Wassermantel umgebenen Zylinder aus Stahl wurden einzeln auf dem Kurbelgehäuse befestigt. Für die Zündung waren zwei Magnetzündanlagen vorhanden, die jeweils sechs Zündkerzen versorgten. Ab dem Eagle VI bestand die Zündanlage aus vier Magnetzündern, von denen jeweils zwei die Doppelzündung einer Zylinderbank (sechs Zylinder) versorgten. Der Zündzeitpunkt konnte von Hand verstellt werden. Das Gemisch wurde durch zwei oder vier Vergaser aufbereitet, die zunächst an der Hinterseite des Motors angebracht waren. Neben der Drosselklappe verfügten sie über eine Gemischeinstellung, um die Kraftstoffmenge der Flughöhe und dem Betriebszustand anzupassen. Die Vergaser wurden von der Firma nach verschiedenen Lizenzen selbst hergestellt. Wurde der Motor über ein Gestänge bedient, sorgte bei dessen Bruch eine Feder für die volle Öffnung der Drosselklappe. Als Kraftstoff wurde ein Gemisch von 80 % Benzin und 20 % Benzol verwendet.
Die Luftschraubendrehzahl wurde durch ein Planetengetriebe herabgesetzt, dessen Gehäuse auch die Propellerschubkraft aufnahm.
Die Schmierung war als Trockensumpfumlaufschmierung mit je einer Druck- und Rückförderpumpe ausgelegt, die beide mit eigenen Filtern ausgestattet waren. Der Kühlwasserumlauf wurde durch eine Wasserpumpe bewerkstelligt.
Der Motor wurde mit einem Anlasser gestartet, der den Motor über eine Untersetzung von 1:100 durchdrehte. Dazu konnte mit einer Handeinspritzpumpe Kraftstoff in die Ansaugrohre gespritzt werden. Die Zündung wurde dann von Hand eingeschaltet, bis der Motor ansprang.

## Ausführungen

### Eagle I
Die erste in Serie gefertigte Ausführung war der Rolls-Royce Eagle I. Das Getriebe hatte eine Untersetzung von 0,64:1. Die Luftschraube, wie auch die Kurbelwelle, drehten in derselben Richtung, was sowohl im Uhrzeigersinn als auch dagegen sein konnte, je nach Anforderung. Zwei Vergaser von Dobson mit einem Drosseldurchmesser von 36 mm versorgten jeweils sechs Zylinder mit Gemisch. Die beiden Magnetzünder wurden von Bosch geliefert. Der Motor konnte sowohl mit Zug- als auch mit Druckluftschrauben betrieben werden. Die Bremsleistung betrug 225 PS bei einer Verdichtung von 4,53:1. Zwischen 1915 und 1916 wurden 104 Motoren gefertigt. Eingebaut wurde diese Version etwa in die Handley Page O/100, aber auch in die Felixstowe F.2A sowie weitere Typen.

### Eagle II
Der Eagle II, offizielle Bezeichnung Rolls-Royce 250 hp, Mk. II, entstand aus dem Eagle I und unterschied sich nur durch die Verwendung von vier in Lizenz gefertigten Claudel-Hobson-Vergasern, ebenfalls mit 36 mm Drosseldurchmesser, die je drei Zylinder mit Gemisch versorgten. Dadurch stieg die Leistung auf 250 PS. Die Magnetzünder lieferte jetzt Dixie, da von Bosch keine mehr nach England geliefert werden konnten. 1916 wurden 36 Stück dieses Motors hergestellt, die ausschließlich im Short-Bomber eingebaut wurden.

### Eagle III
Der Eagle III, offizielle Bezeichnung Rolls-Royce 250 hp, Mk. III, entsprach dem Eagle II, jedoch wurde die Verdichtung auf 4,9:1 erhöht, wozu verstärkte Kolben erforderlich wurden. Die Magnetzünder stammten von Dixie oder Watford. 1916 bis 1917 wurden 110 Motoren hergestellt, die unter anderem in der Airco D.H.4 und bei den Luftschiffen R31 und R32 eingesetzt wurden.

### Eagle IV
Der Eagle IV, offizielle Bezeichnung Rolls-Royce 250 hp, Mk. IV, besaß ebenfalls eine Verdichtung von 4,9:1. Verwendet wurden jetzt jedoch zwei Doppelvergaser mit 2 × 38 mm Drosseldurchmesser. Die Magnetzünder stammten wieder von Dixie. 1916 bis 1917 wurden 150 Motoren hergestellt. Die Leistung lag bei 270 bis 286 PS. Diese Motoren wurden ebenfalls in den Luftschiffen R31 und R32 verwendet, wo sie die leistungsschwächeren Eagle III ersetzten. Ebenso kamen sie bei den Luftschiffen R27 und R29 zum Einsatz. Auch die Luftschiffe der Klasse 23X wurden mit diesen Motoren ausgerüstet. Weiter wurden sie in Flugzeugen wie der Handley Page O/400 und der Handley Page H.P.15 verwendet.

### Eagle V
Der Eagle V, offizielle Bezeichnung Rolls-Royce 275 hp, Mk. I, hatte jedoch – bei gleich gebliebener Verdichtung von 4,9:1 – wieder vier Einzelvergaser mit 38 mm Drosseldurchmesser von Claudel-Hobson. Die Magnetzünder stammten von Watford. Die Nockenhöhe wurde vergrößert, so dass die Leistung auf 275 PS stieg. 1916 bis 1917 wurden 100 Motoren hergestellt und unter anderem auch in der Airco D.H. 4 verwendet.

### Eagle VI
Der Eagle VI, offizielle Bezeichnung Rolls-Royce 275 hp, Mk. II, entsprach dem Eagle V, besaß jedoch ein Luftschraubengetriebe mit 0,6:1 Untersetzung und erstmals in der Eagle-Serie eine Doppelzündung mit insgesamt vier Magnetzündern, die von Watford stammten. Der Motor leistete maximal 275 PS. 1917 wurden 300 Motoren hergestellt und hauptsächlich in der Airco D.H. 4 verwendet.

### Eagle VII
Der Eagle VII, offizielle Bezeichnung Rolls-Royce 275 hp, Mk. III, entsprach bis auf Kleinigkeiten dem Eagle VI und leistete ebenfalls maximal 275 PS. 1917 bis 1918 wurden 200 Motoren hergestellt. Verwendung fand diese Ausführung in der Airco D.H. 4, aber auch in der Curtiss H.12.

### Eagle VIII

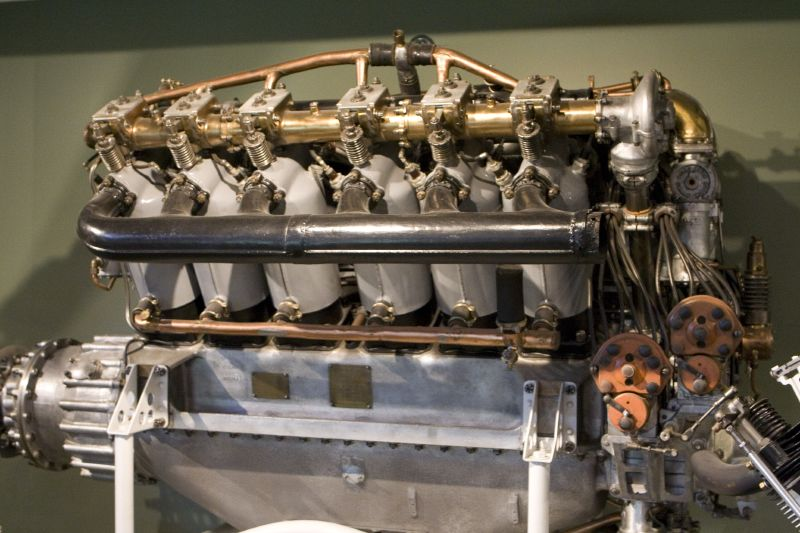
Rolls-Royce Eagle VIII

Der Eagle VIII war die Ausführung des Motors mit der größten Stückzahl. Zwischen 1917 und 1922 wurden 3302 Motoren gefertigt.
Gegenüber dem Eagle VII war die Verdichtung auf 5,3:1 erhöht worden. Es kamen vier Vergaser zum Einsatz, deren Drosseldurchmesser je 42 mm betrug. Die Vergaseranordnung wurde so geändert, dass jetzt zwei Vergaser an der Frontseite des Motors saßen, während die anderen beiden an der ursprünglichen Stelle hinten blieben. Die Luftschraubenuntersetzung betrug weiterhin 0,6:1. Der Motor gab bis zu 300 PS ab und wurde weit verbreitet eingesetzt.

### Eagle IX
Der Eagle IX war eine Entwicklung für die zivile Luftfahrt. Der Motor wurde 1922 erstmals ausgeliefert und blieb bis 1928 in Produktion. Von dem Eagle IX wurden 373 Stück hergestellt. Die Leistung betrug maximal 360 PS.
Gegenüber dem militärischen Vorgänger Eagle VIII wurde die Verdichtung geringfügig auf 5,22:1 reduziert. Die Kurbelwelle wurde verstärkt und der Nockenwellenantrieb sowie die Wasserkühlung verbessert. Für die Zündung sorgten vier Magnetzünder. Das Gemisch wurde in zwei Doppelvergasern von Claudel-Hobson aufbereitet, die jetzt – abweichend vom bisherigen Schema – links und rechts in Höhe des Kurbelgehäuses angebaut waren. Durch wasserumspülte Rohre wurde es zwischen den Zylindern 3 und 4 in die Motormitte und dann zu den Einlassventilen geleitet. Der Wassermantel sollte die Brandgefahr verringern. Alle Motoren hatten linkslaufende Kurbelwellen, bis auf diejenigen, welche für die Dornier Do J geliefert wurden. Sie drehten, wie in Deutschland allgemein üblich, im Uhrzeigersinn.

### Eagle X
Der Eagle X entsprach dem Eagle IX, besaß jedoch zwei Magnetzünder von B.T.H. (British Thomson-Houston Company), von denen jeder zwölf Zündkerzen versorgte. Nur eine Versuchsausführung 1922.

### Eagle XV
Der Eagle XV entsprach dem Eagle IX, besaß jedoch ein zweistufiges Untersetzungsgetriebe für die Luftschraube. 1924 wurden sechs Stück gefertigt.

### Eagle XVI
Der Eagle XVI war ein 16-Zylinder-Versuchsmotor. Die Zylinder waren in X-Form angebracht. Die Bohrung entsprach mit 114,3 mm der des ersten V12-Eagle, bei einem Hub von nur 120,65 mm, was einen Hubraum von 19,8 l ergab. Der Motor hatte ein Gabelpleueldesign ("fork-and-blade", kein Haupt-und-Nebenpleueldesign) und sollte 500 PS leisten, jedoch wurde die Entwicklung früh beendet. So blieb es bei einem Prototyp.

## Technische Daten (Rolls-Royce Eagle IX)
- Bohrung: 114,3 mm (4,5 Zoll)
- Hub: 165,1 mm (6,5 Zoll)
- Hubraum: 20,32 l
- Höhe: 861 mm
- Breite: 1082 mm
- Länge: 1790 mm
- Leistung: 360 PS bei 1800 min−1
- Maximale Drehzahl: 2000 min−1
- Verbrauch bei Nennleistung: 109 l/h
- Gewicht (inkl. Getriebe, ohne Betriebsstoffe): 408,3 kg